# Taylor Momsen
Taylor Michel Momsen (Saint Louis, 26 luglio 1993) è una cantautrice, musicista, modella e attrice statunitense.
In campo cinematografico è conosciuta soprattutto per aver interpretato Cindy Lou nel film Il Grinch (2000) e in seguito per il ruolo di Jenny Humphrey nella serie televisiva Gossip Girl.
È la front woman del gruppo rock The Pretty Reckless, band a cui si è costantemente dedicata dopo il suo ritiro dalla recitazione nel 2012.

## Biografia

### Primi anni
È nata a Saint Louis e vive a Potomac, nel Maryland. I suoi genitori sono Michael e Collette Momsen e ha una sorella minore, Sloane Momsen, che è anche lei attrice. Ha origini russe. È stata cresciuta nella religione cattolica e ha frequentato le elementari al Our Lady of Lourdes Catholic School e successivamente le medie al Herbert Hoover Middle School di Potomac, ma attualmente si dichiara non religiosa.

### Recitazione

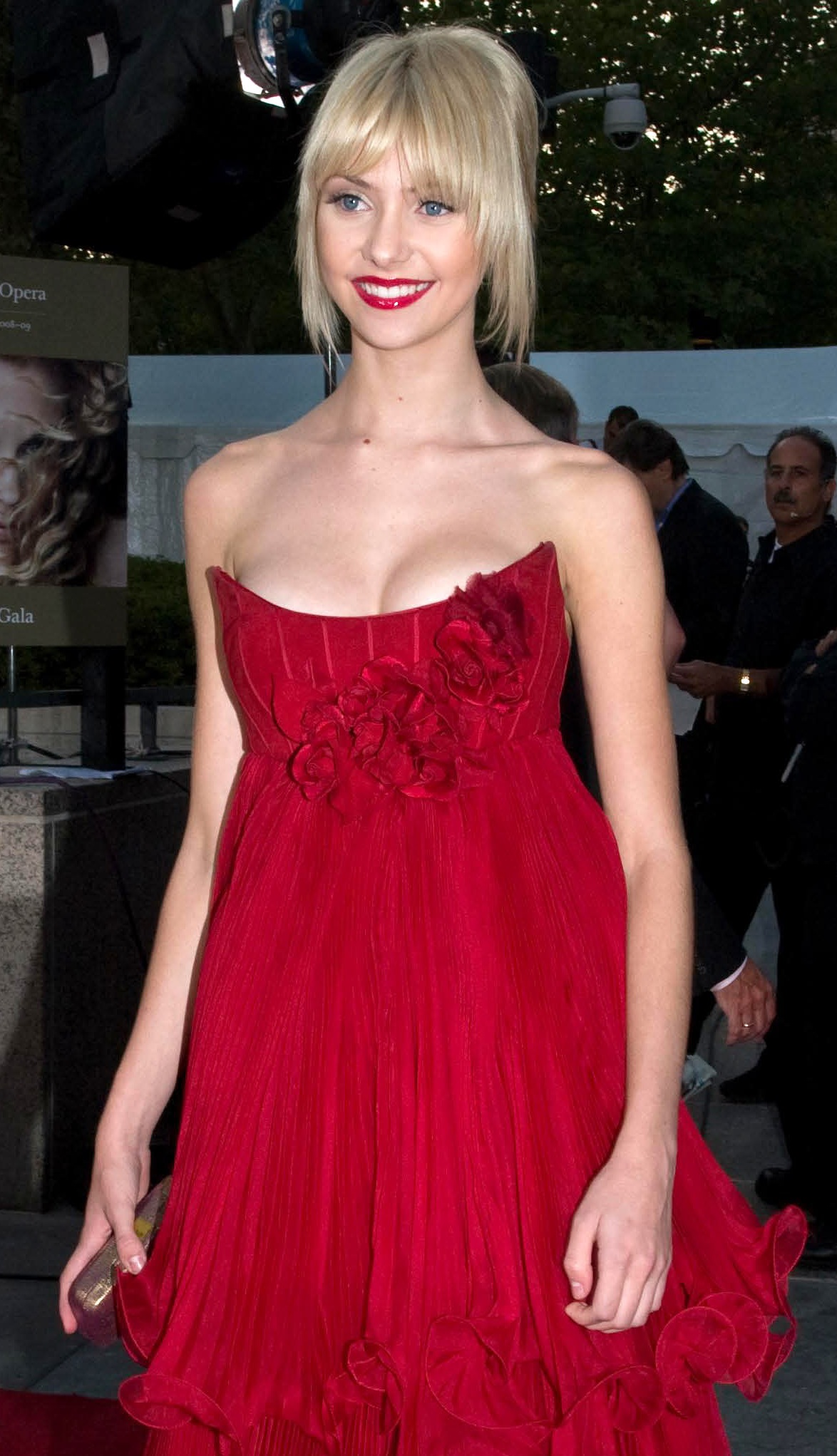
Taylor Momsen alla Metropolitan Opera House nel 2008

Ha debuttato nel 1997 all'età di tre anni in uno spot pubblicitario di Shanke 'n Bake della Kraft. Ha poi ottenuto un ruolo in The Prophet's Game. Nel 2000 ha ottenuto il ruolo di Cindy Lou Who ne Il Grinch. Due anni dopo ha recitato in Hansel & Gretel, in cui interpreta il ruolo di Gretel, We Were Soldiers e Spy Kids 2 - L'isola dei sogni perduti, in cui interpreta Alexandra, la figlia del Presidente.
Nel 2006 appare in Shiloh e il mistero del bosco e Paranoid Park di Gus Van Sant nel ruolo di Jennifer, e nel 2007 nel film Underdog della Walt Disney Pictures. Fa anche un'audizione per il ruolo di Hannah Montana trasmesso su Disney Channel arrivando tra le prime tre, ma il ruolo viene assegnato a Miley Cyrus.
Dal 2007 interpreta il personaggio di Jenny Humphrey, la "piccola J", nella serie televisiva Gossip Girl, che è basata sul libro della serie di Cecily von Ziegesar. 
La Momsen, grazie alla serie di fama internazionale, è divenuta famosa in tutto il mondo. Dopo la quarta stagione di Gossip Girl, lascia definitivamente il cast dato che il personaggio di Jenny Humphrey era stato già scoperto a fondo, in più perché la Momsen voleva dedicarsi più alla musica e alla sua band, The Pretty Reckless; tornerà comunque nel cast nel corso della sesta stagione.

### Moda
Nel giugno 2008, a 15 anni, firma per l'agenzia di moda IMG Models, e nel settembre 2009 appare sulla rivista Teen Vogue. È la testimonial per la catena di negozi di moda New Look del Regno Unito, per la stagione primavera/estate  della collezione 2010. Nel 2010 è la testimonial della nuova campagna pubblicitaria di vestiti per teen, denominata Material girl e creata da Lourdes, figlia di Madonna. Una settimana dopo, la Momsen è stata annunciata come volto per la nuova fragranza femminile Parlez-Moi d'Amour di John Galliano, lanciata il seguente autunno.

### Musica

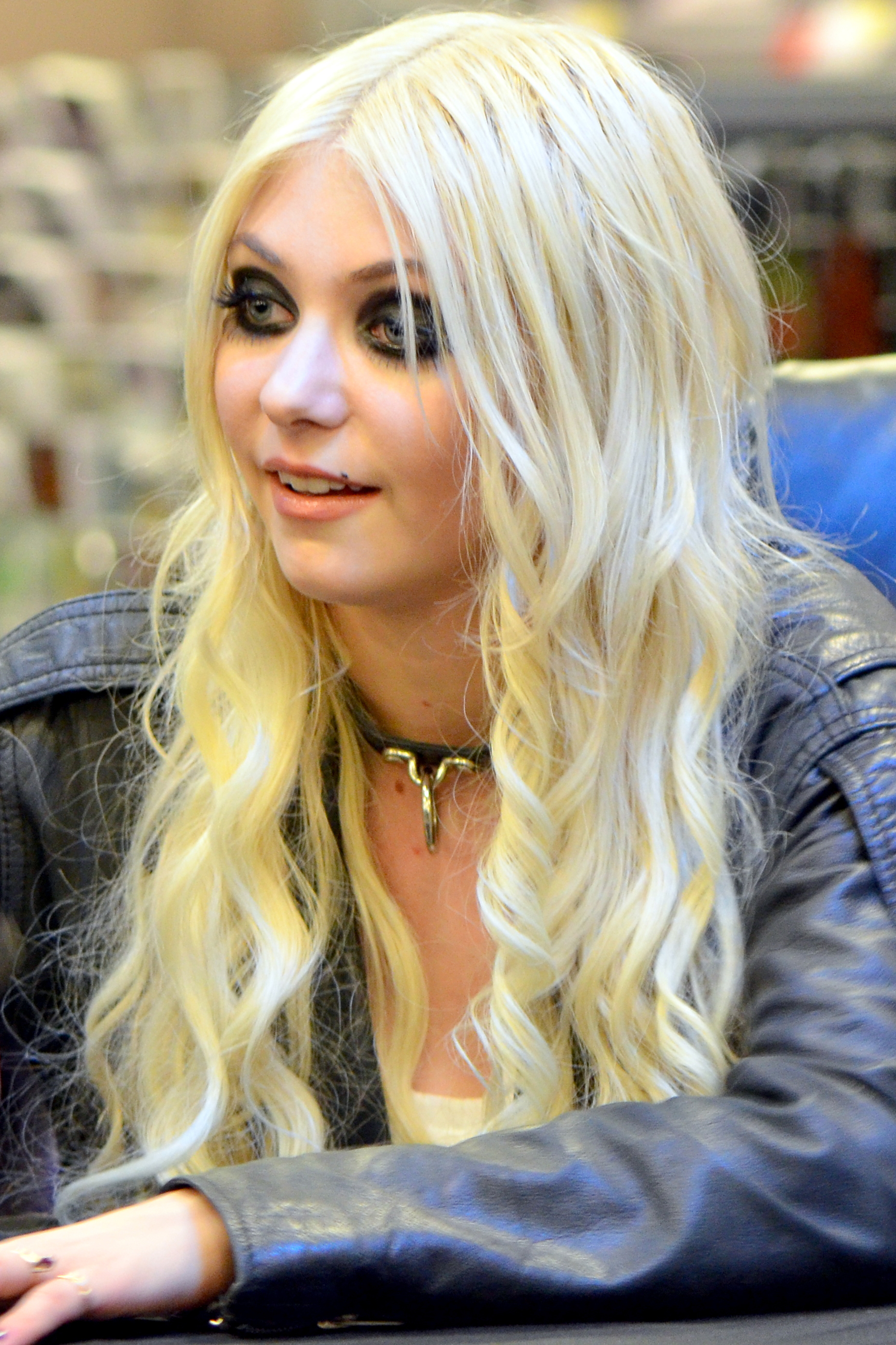
Taylor Momsen nel 2011

A soli sette anni la Momsen registra la canzone Where Are You Christmas? per la colonna sonora del film How the Grinch Stole Christmas, questa esperienza ha dichiarato cambierà per sempre il suo rapporto con la musica.
Nel marzo 2009 dichiara in un'intervista per la rivista Ok! che lei e la sua band i The Reckless hanno firmato un contratto con la Interscope Records. Successivamente inizia a lavorare con il chitarrista Ben Phillips, che si unisce subito alla band, e ne sostituisce i membri precedenti cambiando il nome in The Pretty Reckless perché quello precedente aveva già un copyright. Nel 2010 esce il primo EP della rock band, dove la Momsen è la cantante solista nonché leader del gruppo. Nell'agosto 2010 viene lanciato sul mercato l'album di debutto Light Me Up. Vengono estratti tre singoli: il primo è Make Me Wanna Die, il secondo Miss Nothing e il terzo Just Tonight, con i relativi video.
Nel 2011 viene distribuito anche il videoclip di My Medicine e nel 2012 quello di You. Al videoclip di My Medicine partecipa l'amica regista e attrice pornografica Jenna Haze.
Nello stesso anno esce anche il secondo EP dal titolo Hit Me Like a Man, contenente 3 inediti e 2 versioni live di canzoni contenute in Light Me Up (precisamente Make Me Wanna Die e Since You're Gone).
Nel 2012, il video per il brano Under the Water suscitò molto scalpore: Taylor, infatti, appare nuda nell'ultimo fotogramma del video, mentre recita la canzone in poesia. Sempre nel 2012 viene annunciato che il loro quarto singolo Kill Me sarebbe stato pubblicato l'11 dicembre. Questo brano è anche l'ultimo ad essere utilizzato nella serie Gossip Girl.
Dopo quasi tre anni on the road, la band decide di prendersi un anno di pausa.

Nel 2013 i The Pretty Reckless annunciano che a marzo del 2014 uscirà il secondo album in studio Going to Hell, anticipato dal primo singolo omonimo uscito il 28 settembre con il relativo video. Il singolo è entrato nella TOP 10 nella categorie Rock in molti Paesi tra cui anche l'Italia. Nel frattempo la band va in tour negli USA e Canada tra la fine di settembre e fine novembre per promuovere il loro nuovo Going To Hell Tour, che ha riscosso un notevole successo sia dal punto di vista economico che critico. Il 19 novembre, dopo la fine della tournée statunitense e canadese, la band pubblica il secondo singolo estratto dal nuovo album Going to Hell, Heaven Knows. Il brano entra subito nella TOP 10 di iTunes USA e Canada al terzo posto. Il video uscirà a gennaio.

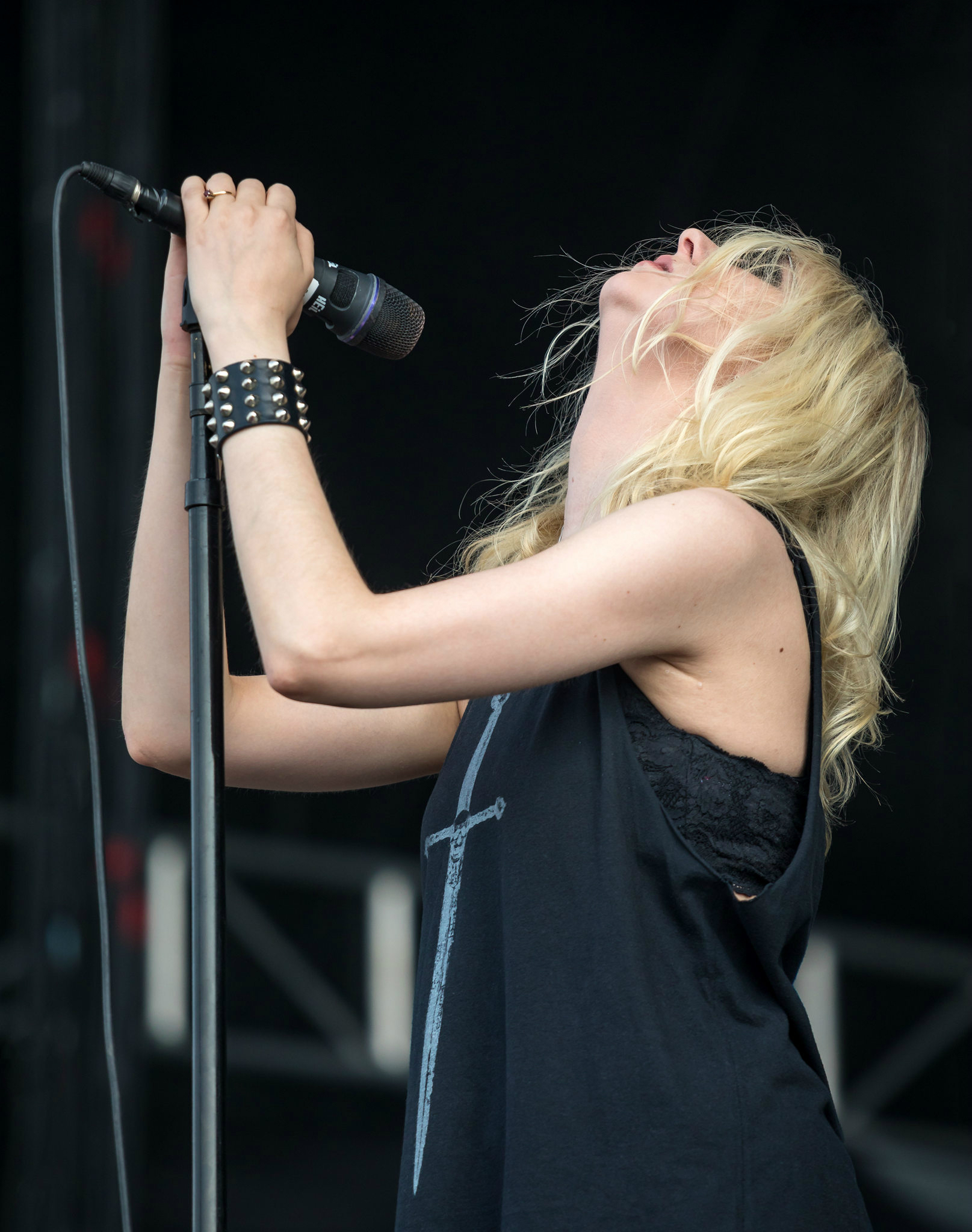
Taylor Momsen nel 2017

Successivamente, nell'ottobre del 2016, la band pubblica il suo terzo album Who You Selling For dal quale viene estratto il singolo Take Me Down. Verranno in seguito estratti Oh My God e Back to the River. Durante il tour di promozione dell'album, il 17 maggio 2017, i The Pretty Reckless aprono il concerto dei Soundgarden, gruppo di grande ispirazione per tutti e quattro i componenti del gruppo, al Fox Theater di Detroit in Michigan. Fu l'ultimo concerto del cantante Chris Cornell, loro frontman e degli Audioslave, che la sera stessa si suicidò. I The Pretty Reckless hanno reso omaggio a Cornell, eseguendo una commovente cover di Like a Stone degli Audioslave il 20 maggio al BBT Pavilion, Camden, New Jersey. 
Nel 2020 la Momsen partecipa al singolo Use My Voice dell'album degli Evanescence The Bitter Truth, insieme ad altre cantanti e musiciste rock Lzzy Hale degli Halestorm, Sharon den Adel del gruppo olandese Within Temptation e la violinista elettrica Lindsey Stirling.
Sempre nel 2020 esce il singolo Death by Rock and Roll, dal quale uscirà presto l'omonimo nuovo album che vedrà la partecipazione di Matt Cameron, Kim Thayil ex membri dei Soundgarden e Tom Morello dei Rage Against the Machine. La copertina del singolo è dedicata a Kato Khandwala, il loro ex produttore morto nel 2018 in un incidente in moto. La copertina mostra la leader dei The Pretty Reckless, Taylor Momsen, in sella alla sua moto.

## Influenze musicali
Taylor cita i Nirvana, i Soundgarden, i Beatles, i Led Zeppelin, i The Who, i Pink Floyd, gli AC/DC, Marilyn Manson, gli Oasis e Shirley Manson cantante dei Garbage, come le sue maggiori influenze musicali.
La Momsen ha un'estensione vocale da mezzosoprano.

## Discografia

### Album in studio
Con i Pretty Reckless
- 2010 – Light Me Up
- 2014 – Going to Hell
- 2018 – Who You Selling For
- 2021 – Death by Rock and Roll
- 2022 – Other Worlds

## Filmografia

### Cinema
- The Prophet's Game, regia di David Worth (1999)
- Il Grinch (How the Grinch Stole Christmas), regia di Ron Howard (2000)
- We Were Soldiers - Fino all'ultimo uomo, regia di Randall Wallace (2002)
- Spy Kids 2 - L'isola dei sogni perduti (Spy Kids 2: Island of Lost Dreams), regia di Robert Rodriguez (2002)
- Hansel & Gretel, regia di Gary J. Tunnicliffe (2002)
- Shiloh e il mistero del bosco (Saving Shiloh), regia di Sandy Tung (2006)
- Paranoid Park, regia di Gus Van Sant (2007)
- Underdog - Storia di un vero supereroe (Underdog), regia di Frederik Du Chau (2007)
- Dubitando di Thomas - Bugie e spie (Spy School), regia di Mark Blutman (2008)

### Televisione
- Misconceptions – serie TV, episodio 1x04 (2006)
- Gossip Girl – serie TV, 66 episodi (2007-2012)

## Doppiatrici italiane
Nelle versioni in italiano dei suoi film, Taylor Momsen è stata doppiata da: 
- Lilian Caputo in Il Grinch
- Rossa Caputo in Spy Kids 2 - L'isola dei sogni perduti
- Francesca Manicone in Paranoid Park
- Veronica Puccio in Underdog - Storia di un vero supereroe
- Alessia Amendola in Gossip Girl